# Finnischer Fußballpokal 1998
Der Finnische Fußballpokal 1998 (finnisch Suomen Cup 1998) war die 44. Austragung des finnischen Pokalwettbewerbs. Er wurde vom finnischen Fußballverband ausgetragen. Das Finale fand am 31. Oktober 1998 im Olympiastadion Helsinki statt.
Pokalsieger wurde HJK Helsinki. Das Team setzte sich im Finale gegen PK-35 Helsinki durch und qualifizierte sich damit für den UEFA-Pokal. Titelverteidiger Haka Valkeakoski war im Viertelfinale gegen FinnPa Helsinki ausgeschieden.
Alle Begegnungen wurden in einem Spiel ausgetragen. Bei unentschiedenem Ausgang wurde das Spiel um zweimal 15 Minuten verlängert. Stand danach kein Sieger fest, folgte ein Elfmeterschießen.

## 4. Runde
|                            | Ergebnis  |                       |
| -------------------------- | --------- | --------------------- |
| Lohjan Pallo               | 1:5       | Helsingfors IFK       |
| Lahden Työväen Palloilijat | 4:3 n. V. | FC Kontu              |
| Leppävaaran Pallo          | 0:1       | FC Pallo-Lahti        |
| FC Kouvola                 | 0:2       | Hyvinkään Palloseura  |
| Porin Palloilijat          | 0:6       | ÅIFK Turku            |
| Kaarinan Pojat             | 1:2       | Musan Salama          |
| Valkeakosken Koskenpojat   | 2:1       | Haka Valkeakoski U-20 |
| Kings SC Kuopio            | 4:1       | Kuopion PS            |
| Vaajakosken Pallo          | 2:1 n. V. | Mikkelin Kissat       |
| Joensuun Pallo             | 0:3       | JK Rakuunat           |
| Haukiputaan Pallo          | 1:4       | FC Santa Claus        |
| FC Raahe                   | 1:0       | Kokkolan PS           |

## 5. Runde
In dieser Runde stiegen 16 Zweitligisten ein.
|                            | Ergebnis              |                          |
| -------------------------- | --------------------- | ------------------------ |
| IF Gnistan                 | 2:0                   | Ilves Tampere            |
| Atlantis FC                | 3:5                   | Warkauden TP             |
| Helsingfors IFK            | 0:4                   | TP-Seinäjoki             |
| Kings SC Kuopio            | 4:2                   | FC Santa Claus           |
| Vaajakosken Pallo          | 0:2                   | Musan Salama             |
| Hangö IK                   | 2:1                   | PV-J Kokkola             |
| ÅIFK Turku                 | 2:5                   | JJK Jyväskylä            |
| FC Pallo-Lahti             | 0:2                   | Pallo-Iirot Rauma        |
| Kajaanin Haka              | 4:2                   | FC Hämeenlinna           |
| FC Raahe                   | 1:0                   | Valkeakosken Koskenpojat |
| FC Honka Espoo             | 1:1 n. V. (5:3 i. E.) | Kultsu Joutseno          |
| Lahden Työväen Palloilijat | 3:1                   | Hyvinkään Palloseura     |
| Kotkan Työväen Palloilijat | 4:1                   | Tampereen Pallo-Veikot   |
| JK Rakuunat                | 1:5                   | Mikkelin Palloilijat     |

## 6. Runde
In dieser Runde stiegen sechs Erstligisten und mit dem FC Lahti, Inter Turku, Nokian Pyry und KPT-85 weitere vier Zweitligisten ein.
|                            | Ergebnis              |                            |
| -------------------------- | --------------------- | -------------------------- |
| FC Lahti                   | 6:0                   | Hangö IK                   |
| Lahden Työväen Palloilijat | 0:3                   | PK-35 Helsinki             |
| Kings SC Kuopio            | 1:3 n. V.             | JJK Jyväskylä              |
| Inter Turku                | 3:0                   | TP-Seinäjoki               |
| IF Gnistan                 | 0:4                   | FinnPa Helsinki            |
| FC Honka Espoo             | 1:3                   | Kotkan Työväen Palloilijat |
| Myllykosken Pallo -47      | 3:3 n. V. (6:5 i. E.) | Rovaniemi PS               |
| Musan Salama               | 3:3 n. V. (7:8 i. E.) | Nokian Pyry JK             |
| Warkauden TP               | 0:1                   | Mikkelin Palloilijat       |
| Kajaanin Haka              | 4:2                   | Pallo-Iirot Rauma          |
| Kemin Pallotoverit-85      | 1:0                   | Vaasan PS                  |
| FC Raahe                   | 0:8                   | Haka Valkeakoski           |

## 7. Runde
In dieser Runde stiegen mit HJK, Jazz, FF Jaro und TPS weitere vier Erstligisten ein.
|                            | Ergebnis |                       |
| -------------------------- | -------- | --------------------- |
| JJK Jyväskylä              | 2:1      | FF Jaro               |
| Nokian Pyry JK             | 2:1      | Inter Turku           |
| Kajaanin Haka              | 1:2      | FinnPa Helsinki       |
| Kotkan Työväen Palloilijat | 0:2      | PK-35 Helsinki        |
| Mikkelin Palloilijat       | 0:3      | FC Jazz Pori          |
| Kemin Pallotoverit-85      | 0:1      | Myllykosken Pallo -47 |
| FC Lahti                   | 0:3      | Haka Valkeakoski      |
| Turku PS                   | 0:5      | HJK Helsinki          |

## Viertelfinale
|                 | Ergebnis              |                       |
| --------------- | --------------------- | --------------------- |
| PK-35 Helsinki  | 3:2 n. V.             | FC Jazz Pori          |
| JJK Jyväskylä   | 0:2                   | Nokian Pyry JK        |
| FinnPa Helsinki | 1:1 n. V. (5:4 i. E.) | Haka Valkeakoski      |
| HJK Helsinki    | 3:2                   | Myllykosken Pallo -47 |

## Halbfinale
|                 | Ergebnis |                |
| --------------- | -------- | -------------- |
| FinnPa Helsinki | 0:3      | PK-35 Helsinki |
| HJK Helsinki    | 1:0      | Nokian Pyry JK |

## Finale
| Paarung        | HJK Helsinki – PK-35 Helsinki |
| Ergebnis       | 3:2 (1:0) |
| Datum          | 31. Oktober 1998 um 14:00 Uhr (13:00 Uhr MEZ) |
| Stadion        | Olympiastadion, Helsinki |
| Zuschauer      | 5.023 |
| Schiedsrichter | Mika Peltola |
| Tore           | 1:0 Mika Lehkosuo (17.) 1:1 Pasi Pihamaa (50.) 2:1 Aki Riihilahti (54.) 2:2 Janne Suokonautio (57.) 3:2 Hannu Tihinen (87.) |
| HJK Helsinki   | Eingesetzte Spieler: Tommi Koivistoinen – Hannu Tihinen, Ville Nylund, Jarmo Saastamoinen, Jari Ilola, Aarno Turpeinen, Piracaia, Markku Kanerva, Aki Riihilahti, Mika Kottila, Mika Lehkosuo, Jani Viander, Mikael Forssell, Erkka V. Lehtola, Kristian Kunnas, Luiz Antonio, Gustavo Menduca, Peter Kopteff |